# Katarzyna Portasińska
Katarzyna Janiszewska, po mężu Portasińska (ur. 26 października 1995 w Sztumie) – polska piłkarka ręczna, prawoskrzydłowa.

## Kariera sportowa
Wychowanka Bellatora Ryjewo. Następnie zawodniczka GTPR-u Gdynia, włączona do pierwszej drużyny w 2012. W sezonie 2016/2017, w którym rzuciła 130 goli w 28 meczach, zdobyła z gdyńskim klubem mistrzostwo Polski. Z GTPR-em wywalczyła ponadto trzy Puchary Polski (2014, 2015, 2016). W barwach drużyny z Gdyni grała również w europejskich pucharach, m.in. w Lidze Mistrzyń, w której w sezonie 2017/2018 zdobyła 22 gole w sześciu meczach (był najlepszą strzelczynią GTPR-u w rozgrywkach), oraz w Pucharze Zdobywców Pucharów, w którym w sezonach 2014/2015 i 2015/2016 rzuciła osiem bramek. Od 2018 zawodniczka I-ligowego niemieckiego zespołu Union Halle-Neustadt, w sezonie 2019/2020 została zawodniczką innej I-ligowej niemieckiej drużyny TuS Metzingen, w sezonie 2020/2021 grała we francuskiej drużynie Paris 92. W sezonie 2021/2022 została zawodniczką MKS Lublin.
W 2011 wystąpiła w mistrzostwach Europy U-17 w Czechach. W 2012 wzięła udział w mistrzostwach świata U-20 w Czechach, w których zdobyła dziewięć goli.
W reprezentacji Polski zadebiutowała w rozegranym w marcu 2014 meczu z Portugalią. W 2014 wystąpiła w mistrzostwach Europy w Chorwacji i na Węgrzech, podczas których zdobyła jednego gola. W 2016 uczestniczyła w mistrzostwach Europy w Szwecji, w których rzuciła pięć bramek w trzech spotkaniach. W 2017 wzięła udział w mistrzostwach świata w Niemczech, podczas których wystąpiła w siedmiu meczach i zdobyła 18 goli. Reprezentowała Polskę na mistrzostwach Europy w 2018.

## Sukcesy
GTPR Gdynia
- Mistrzostwo Polski: 2016/2017
- Puchar Polski: 2013/2014, 2014/2015, 2015/2016